# Umarell

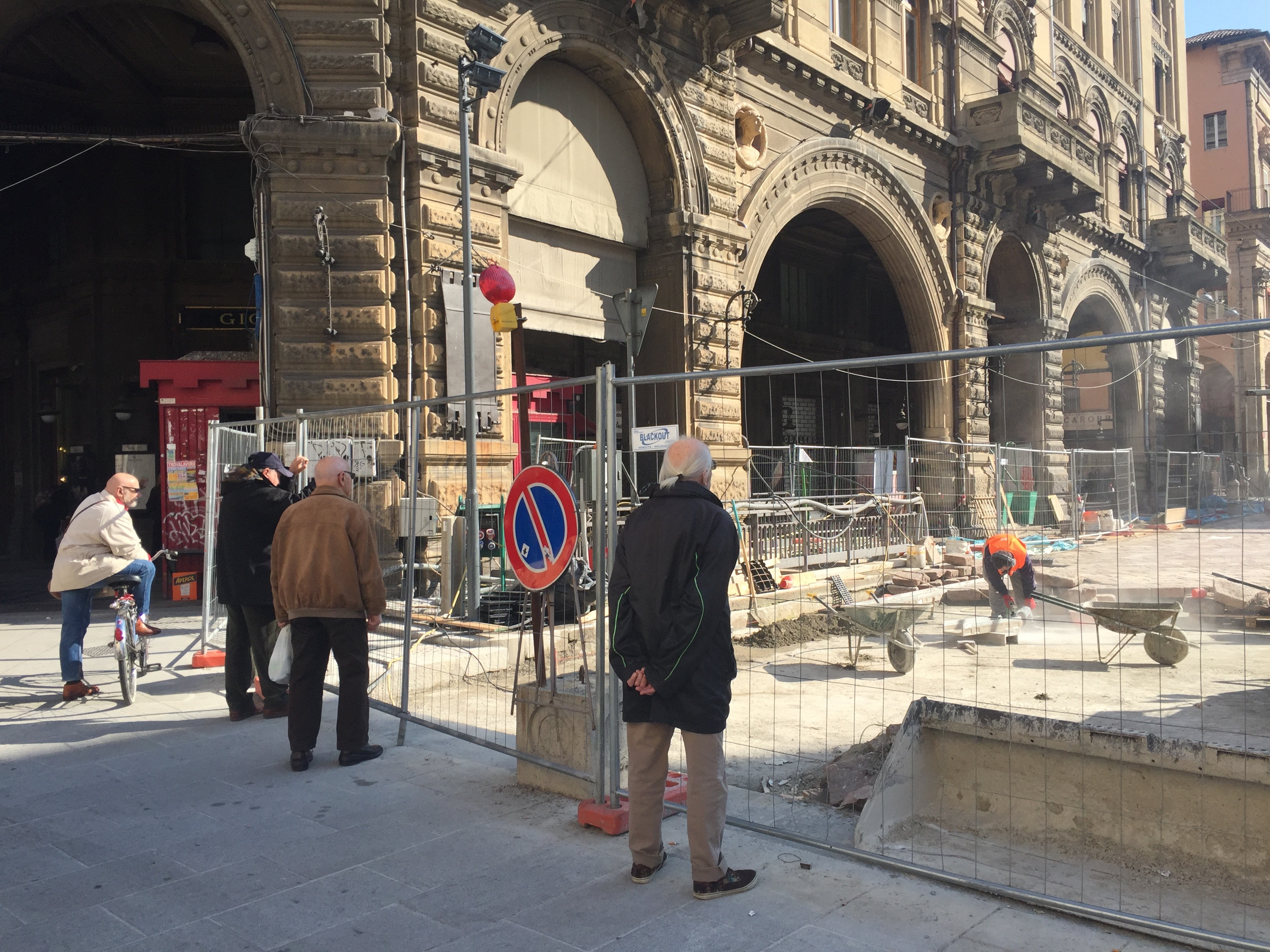
Umarells am Rand der Piazza Maggiore in Bologna, 2017

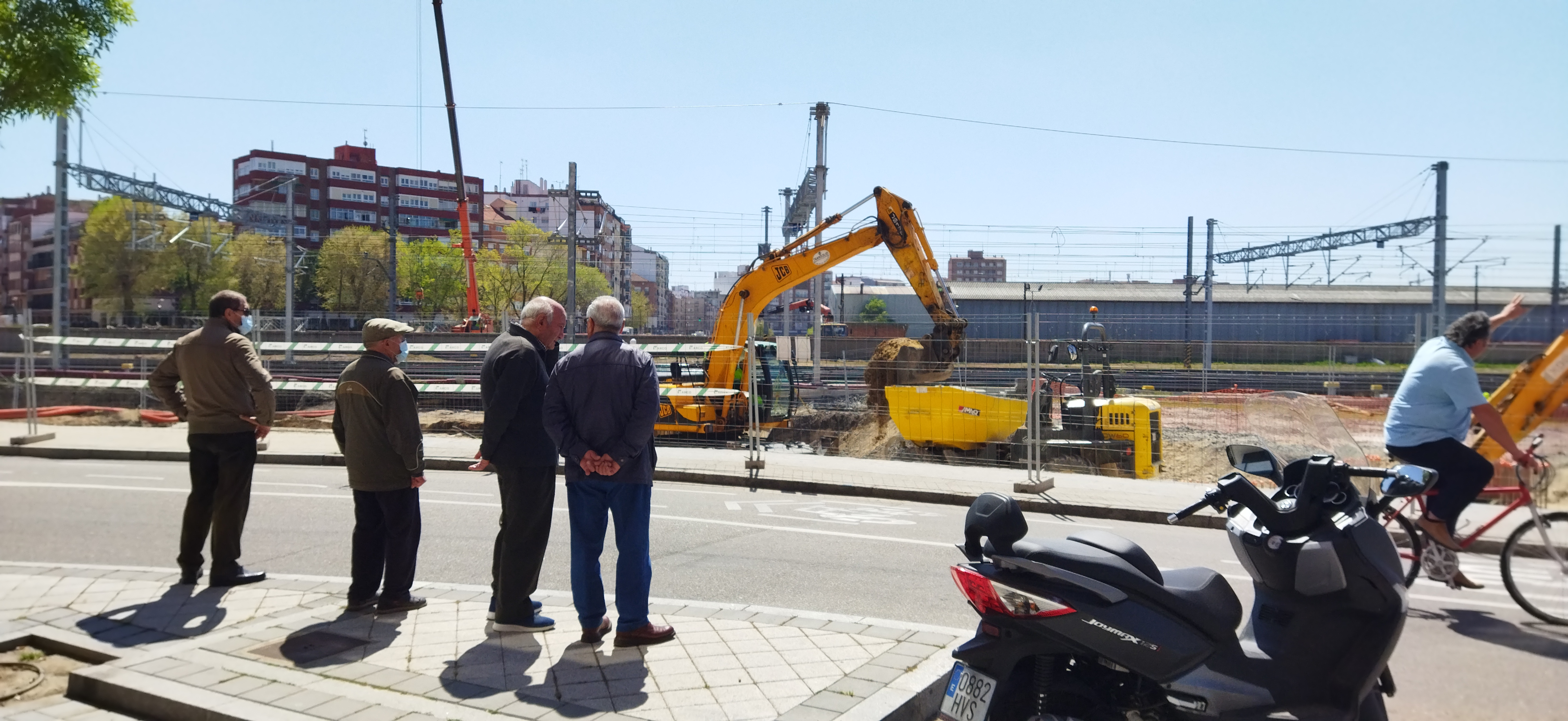
Männer am Straßenrand von Valladolid, April 2022

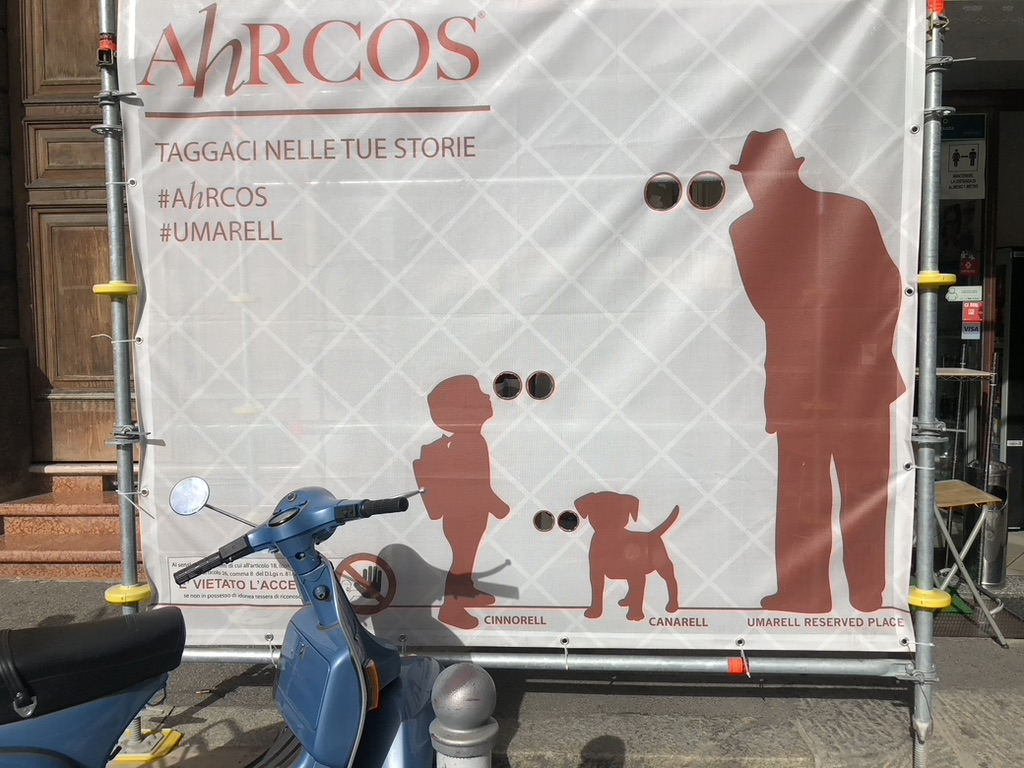
Baustellenabgrenzung eines großen Bauunternehmens mit Umarell-Beobachtungslöchern für Erwachsene, Kinder und Hunde in Bologna, 2022.

Umarell (Aussprache [umaˈrɛl], vom bolognesischen umarèl / Plural umarì für italienisch omarello, „Männchen“, anglisierender Plural Umarells) ist eine 2005 von dem bolognesischen Autor und Blogger Danilo Masotti in Umlauf gebrachte sprachliche Neuschöpfung. Der in Bologna häufig verwendete Begriff bezeichnet Männer im Rentenalter, die dem Treiben auf Baustellen, insbesondere Straßenbaustellen, zuschauen.

## Etymologie
Der Begriff leitet sich aus der absichtlichen Umformung des aus dem Bologneser Dialekt stammenden und ursprünglich abwertenden Wortes umarel ab. Es bezeichnet eigentlich einen kleinen, vernachlässigt aussehenden Mann, der in der Stadt umherstreift. Das Wort entstand womöglich im Laufe des 20. Jahrhunderts, da es in älteren Wörterbüchern, die dem Bologneser Dialekt gewidmet sind, nicht vorkommt. Eine Ableitung aus den in einigen Wörterbüchern des 19. Jahrhunderts und mit der gleichen Verkleinerungsbedeutung behafteten Bologneser Wörtern umêtt, umarêtt, umein, umarein und uminein erscheint wahrscheinlich. Die schnelle und exponentielle Verbreitung der von Masotti über das Internet in Umlauf und mit einer neuen Bedeutung versehenen Wortschöpfung umarell wird als beispielhaft für die Fähigkeit des Webs angesehen, Wörter rasant in den allgemeinen Sprachgebrauch zu überführen.

## Beschreibung
Die Figur des Umarell wird mit hinter dem Rücken verschränkten Armen dargestellt; diese Körperhaltung kennzeichnet ihre Passivität. Manchmal geben Umarells den Arbeitern ungefragt Ratschläge. Vertreter des Typs stammen aus allen Gesellschaftsschichten.
Die Kommunikation zwischen den Arbeitern und den Umarells findet im Einvernehmen statt. Ein Bauleiter bestätigt: „Sie sind die Leute, die ich am meisten bewundere, weil sie so oft hilfreich sind. Sie helfen uns zum Beispiel bei den Vorbereitungen oder sie lösen, wenn wir graben, viele Probleme für uns.“ Auch die Arbeiter sind auskunftsfreudig. Sie erklären, was sie tun, welche Materialien sie verwenden und woher sie kommen. Ein Umarell äußert sich über einen anderen: „[dieser Mann] ist eine Garantie. Wenn alles gut läuft, dann ist das sein Verdienst. In der Zwischenzeit komme ich jeden Tag hierher, um nach dem Rechten zu sehen, denn ich bin Rentner und habe ein Recht darauf, zu sehen, wie die Arbeiten vorankommen.“
Auch in anderen italienischen Städten gibt es dieses Phänomen der „weißhaarigen Männer mit den Händen hinter dem Rücken, die sich meist nicht kennen, aber eine Masse bilden“.

## Rezeption
2005 erhob der bolognesische Blogger Danilo Masotti in seinem Buch Umarells – Anziani Urbani per le vie della città (Umarells – Stadtälteste auf den Straßen der Stadt) diese Individuen zur Sozialfigur. In einem zweiten Buch sezierte Masotti alles, was die Umarells tun und sind, analysierte ihr typisches Verhalten und ihre Charaktereigenschaften noch genauer und zeigte, dass sie unersetzliche Stützen und Bindeglied der städtischen Gesellschaft seien.
Im Jahr 2015 hat die Stadt Riccione, etwa 130 Kilometer südöstlich von Bologna gelegen, ein Budget von 11.000 Euro bereitgestellt, um Umarells für die Überwachung von Baustellen in der Stadt zu bezahlen. Ihre Aufgabe bestand darin, die Anzahl der ein- und ausgehenden Lastwagen zu zählen, um sicherzustellen, dass Materialien gemäß den Quittungen geliefert oder entfernt wurden, und um Diebstahl zu verhindern, während die Baustelle unbeaufsichtigt war.
2016 beschloss der Stadtrat von Bologna, diese Personengruppe, die „so sehr mit der DNA der Stadt verankert“ sei, „mit wachsamen Augen“ zu sehen, sie in ihrer sozialen Rolle (Städtische Aufseher) zu würdigen und ihr einen Preis zu verleihen. Diese Bestrebungen führten zur Entwicklung einer Mobile App, mit der man die aktuellen Baustellen geolokalisieren und sich darüber austauschen konnte. Wenig später erschien die Umarèl card, mit der für den Preis von 5 Euro auch Touristen den Restaurierungsfortschritt an der Basilika San Petronio zeitnah verfolgen konnten.
2017 wurde ein öffentlicher Platz östlich des Zentrums in Anerkennung der Tätigkeit der Umarells in Piazzetta degli Umarells umbenannt. Dies geschah in der Zeit, in der dieser gerade umgebaut und von Umarells „überwacht“ wurde.
Der Cantautore Fabio Concato veröffentlichte sein Lied L’ umarell (2020) unter dem Eindruck des Lockdowns nach dem Ausbruch der COVID-19-Pandemie.
Seit 2021 ist das vormalige Dialektwort als Lemma im Zingarelli (Lo Zingarelli. Vocabolario della lingua italiana) enthalten. Der Verlagstext zum dritten Umarells-Buch Masottis, Umarells per sempre / Forever (2021), bezeichnet die Aufnahme in ein Wörterbuch als „perfekten Höhepunkt“ einer „genialen“ Intuition von Masotti, der den „umarell zero“ im Jahr 2005 festgemacht habe.
Ebenfalls bei Pendragon ist 2018 das illustrierte Druckwerk Buonanotte piccoli umarells (Text: Danilo Masotti, Zeichnungen: Mauro Squizz Daviddi) erschienen, das sich hauptsächlich im Buchtitel der Umarells annimmt. Die ikonische Figur des Umarell wird mittlerweile als Kunstobjekt angeboten. Zudem gibt es ein Spiel La giornata dell’Umarell.